# Bucht von Famagusta
Die Bucht von Famagusta (griechisch Κόλπος Αμμοχώστου Kolpos Ammochostou) ist eine Meeresbucht an der Südostküste der Insel Zypern. Sie liegt de jure vor dem Bezirk Famagusta der Republik Zypern bzw. de facto vor dem Distrikt Gazimağusa der Türkischen Republik Nordzypern. Die Bucht ist Teil des Levantischen Meeres im Mittelmeer und ist nach der Stadt Famagusta benannt. Sie wird im Süden vom Kap Greco und im Norden vom Kap Elea begrenzt und ist mit einer Küstenlänge von rund 60 km die größte Bucht der Insel. Der größte Fluss Zyperns, der Pedieos, mündet in die Bucht von Famagusta.
Die Küste der Bucht verläuft vom Kap Greco in nordnordwestliche Richtung, führt dann etwa 9 km nach Norden und schließlich nach Osten zum Kap Elea. Die Küste wird dominiert von flachen Kalkarenit-Klippen und kiesigen oder steinigen, vor allem um Famagusta auch sandigen Stränden. Da die einmündenden Flüsse Pedieos und Gialias nur größtenteils feine Sedimente transportieren, haben sie keine eigenen Deltas ausgebildet. Ihre Ablagerungen haben allerdings dazu beigetragen, dass der antike Hafen von Alašija (bei Enkomi) 3,5 km im Inland versandete.
Der Golf von Famagusta ist eng mit der zentralen Synklinale verflochten, die sich vom Westen der Bucht von Morfou über die Mesaoria bis östlich der Bucht von Famagusta erstreckt. Bei den Gesteinen rund um die Bucht von Famagusta handelt es sich hauptsächlich um Schwemmlandablagerungen aus dem Holozän und Kalksandsteine aus dem Pleistozän.

## Entstehung
Das Gebiet war während des Pliozäns mit der gesamten Mesaoria von der Bucht von Morfou bis zur Bucht von Famagusta vom Meer bedeckt. Am Ende dieser geologischen Periode hoben verschiedene orogene Bewegungen die Ebene an, obwohl ihre beiden Enden noch viel weiter im Landesinneren lagen, und im Fall der Bucht von Famagusta sicherlich weiter westlich als seine heutigen Grenzen.
Diese Bedingungen blieben bis in die geologischen Perioden Pleistozän und Holozän erhalten. Die endgültige Konfiguration ist eher eine Entstehung alluvialer Ablagerungen als orogene Bewegungen. Diese alluvialen Formationen wurden von den Rändern des Pentadaktylos weiter südlich transportiert. Auf diese Weise sank das Meer allmählich auf seinen heutigen Punkt zurück. Das Meer und die Winde lagerten große Mengen Sand ab und schufen damit den großen Sandstrand von Famagusta.